# Parc Nacional Queen Elizabeth
El Parc Nacional Queen Elizabeth (QENP) és el parc nacional més visitat d'Uganda.

## Localització
El Parc Nacional Queen Elizabeth es troba a l'oest d'Uganda, que abasta els districtes de Kasese, Kamwenge, Bushenyi, i Rukungiri. Es troba aproximadament a 376 km per carretera, al sud-oest de Kampala,la capital d'Uganda i la ciutat més gran. La ciutat de Kasese està just fora de la vora nord-est del parc, mentre que la ciutat de Bushenyi està just fora de les fronteres del sud-est del parc.